# Khātūnbāgh
Khātūnbāgh (persiska: خاتون باغ, خاتونباغ, Khātūn Bāgh) är en ort i Iran.   Den ligger i provinsen Västazarbaijan, i den nordvästra delen av landet, 500 km väster om huvudstaden Teheran. Khātūnbāgh ligger 1 488 meter över havet och antalet invånare är 552.
Terrängen runt Khātūnbāgh är huvudsakligen kuperad, men åt nordväst är den platt.Runt Khātūnbāgh är det ganska tätbefolkat, med 60 invånare per kvadratkilometer. Närmaste större samhälle är Mahabad, 12,9 km sydväst om Khātūnbāgh. Trakten runt Khātūnbāgh består i huvudsak av gräsmarker.